# Liste des sites Ramsar à Oman
Cet article recense les zones humides d'Oman concernées par la convention de Ramsar.

## Statistiques
La convention de Ramsar est entrée en vigueur à Oman le 19 août 2013.
En mai 2020, le pays compte 2 sites Ramsar, couvrant une superficie de 1,61 km2.

## Liste
| Site                       | Gouvernorat | Notes | Date          | Superficie (km²) | Altitude (m) | Identifiant Ramsar | Identifiant WDPA | Coordonnées                       | Photo |
| -------------------------- | ----------- | ----- | ------------- | ---------------- | ------------ | ------------------ | ---------------- | --------------------------------- | ----- |
| Réserve naturelle de Qurum | Mascate     |       | 19 avril 2013 | 1,0683           | 0            | 2144               | 555592545        | 23° 37′ 12″ nord, 58° 28′ 41″ est |       |
| Zone humide d'Al Ansab     | Mascate     |       | 22 mars 2020  | 0,54             |              | 2406               |                  | 23° 33′ 00″ nord, 58° 19′ 01″ est |       |